# 稚內燈塔
稚内燈塔為日本北海道稚內市野寒布岬建立之燈塔。與宗谷岬燈塔及對岸國境樺太的燈塔是同様功能，是一座守護著為國際海峽宗谷海峡航路上的重要燈塔。進一步，被選為「日本燈塔50選」之一。由燈塔南延到西側的海岸線，被指定劃入利尻禮文佐呂別國立公園範圍。從宗谷海峽的方向可以望見利尻島、禮文島等風景名勝之地。

## 歷史
1900年（明治33年）12月10日初代稚内燈塔點燈。（現在的稚內分屯地内）
1966年（昭和41年）1月10日第二代稚内燈塔移轉到現在的位置。

## 燈塔結構與行政諸元

### 燈塔結構諸元
- 航路標識番號：0510 [F6109]。
- 塔身塗色・構造：塔身在白色基質上塗6條赤横帯，塔形為水泥混凝土造。
- 燈器：LB-90型燈器。
- 燈質：群閃白光（毎14秒內、隔6秒(暗)閃2次(明)）。
- 實効光度：32萬cd。
- 光程：18.0浬＜約33km＞。
- 明弧：從6度至315度。
- 塔高＜地上～塔頂＞：42.7m。（全日本排名第2位）
- 燈高＜平均海面～燈火＞：42.1m。
- 燈塔座標：北緯45度26分58.51秒、東經141度38分42.82秒。

### 燈塔行政諸元
- 管轄機關：日本海上保安廳第1管區海上保安本部。
- 初點燈：1900年（明治33年）12月10日。
- 所在地：北海道稚內市野寒布。

## 附屬施設
- 霧信號所（隔膜式霧笛(Diaphragm horn)：毎30秒吹鳴2回）

## 交通路線
- 從稚內港旁JR稚內站前徒歩5分鐘的汽車招呼站，搭乘宗谷汽車1系統市内線往野寒布方向，車程約15分鐘在野寒布站下車，下車後徒歩走5分鐘即可抵達位於稚內市立野寒布寒流水族館與稚內市青少年科學館旁的稚内燈塔。

## 關連項目
- 燈塔
- 日本燈塔50選
- 野寒布岬
- 宗谷海峽

## 外部連結
- （日語）稚内海上保安部 （页面存档备份，存于）
- （日語）第一管区海上保安本部 Japan 1st Regional Coast Guard Headquarters （页面存档备份，存于）
- （日語）ノシャップ岬と稚内灯台（北海道）
- （日語）灯台用語集Ｆ （页面存档备份，存于）
- （日語）「灯台のことなら」　社団法人　燈光会 （页面存档备份，存于）